# Érythrée aux Jeux olympiques d'été de 2008
 (avril 2023).
Si vous disposez d'ouvrages ou d'articles de référence ou si vous connaissez des sites web de qualité traitant du thème abordé ici, merci de compléter l'article en donnant les références utiles à sa vérifiabilité et en les liant à la section « Notes et références ».
L'Érythrée participe aux Jeux olympiques d'été de 2008 à Pékin. Il s'agit de sa troisième participation à des Jeux d'été. Onze athlètes composent la délégation érythréenne, son porte-drapeau est le fondeur Simret Sultan

## Athlétisme
| Athlète              | Épreuve      | Série          | Série | Demi-finale       | Demi-finale       | Finale            | Rang    |
| Athlète              | Épreuve      | Résultat       | Rang  | Résultat          | Rang              | Résultat          | Rang    |
| -------------------- | ------------ | -------------- | ----- | ----------------- | ----------------- | ----------------- | ------- |
| Hais Welday          | 1 500 mètres | 3 min 45 s 06  | 9e    | -                 | -                 | -                 | -       |
| Kidane Tadasse       | 5 000 m      | 13 min 37 s 72 |       |                   |                   | 13 min 28 s 40    | 10      |
| Ali Abdalla          | 5 000 m      | 13 min 49 s 68 |       | Éliminé en séries | Éliminé en séries | Éliminé en séries |         |
| Zersenay Tadese      | 10 000 m     |                |       |                   |                   | 27 min 05 s 11    | 5       |
| Kidane Tadasse       | 10 000 m     |                |       |                   |                   | 27 min 36 s 11    | 12      |
| Teklemariam Medhin   | 10 000 m     |                |       |                   |                   | 28 min 54 s 33    | 32      |
| Yared Asmerom        | Marathon     |                |       |                   |                   | 2 h 11 min 11     | 8       |
| Yonas Kifle          | Marathon     |                |       |                   |                   | 2 h 20 min 23     | 36      |
| Tesfayohannes Mesfen | Marathon     |                |       |                   |                   | Abandon           |         |
| Simret Sultan        | 5 000 m      |                |       |                   |                   | 15 min 16 s 25    | 17 (NR) |
| Nebiat Habtemariam   | Marathon     |                |       |                   |                   | 2 h 37 min 03     | 47      |